# Georges Attané
Georges Attané, né le 28 août 1928 à Bordeaux et mort le 12 décembre 2000 à Pessac, est un athlète français.

## Biographie
Georges Attané remporte la médaille d'or du 20 kilomètres marche aux Jeux méditerranéens de 1959 à Beyrouth.
Il est également champion de France du 20 kilomètres marche en 1957, 1958 et 1959.

### Palmarès
| Date | Compétition           | Lieu      | Résultat | Épreuve      | Performance     |
| ---- | --------------------- | --------- | -------- | ------------ | --------------- |
| 1958 | Championnats d'Europe | Stockholm | 10e      | 20 km marche | 1 h 40 min 35 s |
| 1959 | Jeux méditerranéens   | Beyrouth  | 1er      | 20 km marche | 1 h 43 min 17 s |